# Виноградовка (Молдова)
Виноградовка (рум. Vinogradovca) — село в Тараклийском районе Молдавии. Является административным центром коммуны Виноградовка, включающей также сёла Кириловка, Чумай и Мирное.

## География
Село расположено на высоте 34 метров над уровнем моря. Недалеко от северо-восточной окраины села, по направлению с северо-запада на юго-восток протекает река Большая Салчия (правый приток реки Ялпуг). В 600 метрах юго-восточнее западной окраины села в реку Большая Салчия впадает река Салчия.

## История
Село Виноградовка образовано 11 июня 1964 года из населённого пункта центральной усадьбы совхоза-завода «Чумай».

## Население
По данным переписи населения 2004 года, в селе Виноградовка проживает 543 человека (245 мужчин, 298 женщин).
Этнический состав села:
| Национальность | Число жителей | Процентный состав |
| -------------- | ------------- | ----------------- |
| украинцы       | 148           | 27,26             |
| молдаване      | 147           | 27,07             |
| русские        | 100           | 18,42             |
| болгары        | 82            | 15,1              |
| гагаузы        | 57            | 10,5              |
| румыны         | 3             | 0,55              |
| прочие         | 6             | 1,1               |
| Всего          | 543           | 100 %             |

## Экономика
Экономика села ограничивается обработкой сельскохозяйственных земель и торговлей. Сельскохозяйственный потенциал села достаточно высок, однако в связи с рядом факторов имеет низкую производительность: недоразвитый технологический сектор, вызванный недостатком инвестиций и затруднённый доступ к кредитам, низкая заработная плата работников, трудовая миграция. Безработица остаётся одной из наиболее острых проблем, с которой сталкивается население на протяжении последних лет.

## Водные ресурсы
Водные ресурсы Виноградовки представлены поверхностным водами. Поверхностные источники воды ограничены. Качественных ресурсов для обеспечения питьевой водой и водой для ирригации недостаточно.
Поверхностные воды
Поверхностные воды в селе Виноградовка представлены рекой Большая Салча, которая протекает рядом с населённым пунктом и впадает в речку Ялпуг в 3 км восточнее села. Поверхностные воды не могут использоваться для обеспечения жителей села питьевой водой.

## Водоснабжение и водоотведение
Население села имеет существенные проблемы, связанные с доступом к питьевой воде. По состоянию на 2016 год доступ к водопроводу имеют 153 из 165 дворов. Доступ к канализационной системе имеют 102 хозяйства.